# Rajd Cypru 2003
Rezultaty Rajdu Cypru (31st Cyprus Rally), eliminacji Rajdowych Mistrzostw Świata w 2003 roku, który odbył się w dniach 20 – 22 czerwca. Była to siódma runda czempionatu w tamtym roku i piąta szutrowa, a także czwarta w Production Cars WRC. Bazą rajdu było miasto Limassol. Zwycięzcami rajdu została norwesko-brytyjska załoga Petter Solberg i Phil Mills jadąca Subaru Imprezą WRC. Wyprzedzili oni Finów Harriego Rovanperę i Risto Pietiläinena w Peugeocie 206 WRC oraz francusko-monakijską załogę Sébastiena Loeba i Daniela Élenę w Citroënie Xsarze WRC. Z kolei w Production Cars WRC zwyciężyła japońsko-nowozelandzka załoga Toshihiro Arai i Tony Sircombe, jadąca Subaru Imprezą WRX STi.
Rajdu nie ukończyło dziewięciu kierowców fabrycznych. Kierowcy Peugeota 206 WRC Fin Marcus Grönholm i Anglik Richard Burns odpadli kolejno na 6. odcinku specjalnym (awaria wału korbowego) i 10. odcinku specjalnym (awaria silnika). Na 5. oesie odpadli dwaj kierowcy Forda Focusa WRC, Estończyk Markko Märtin i Belg François Duval, obaj z powodu niskiego ciśnienia oleju. Fin Tommi Mäkinen odpadł na 10. oesie z powodu spoźnienia. Kierowcy Hyundaia Accenta WRC Belg Freddy Loix i Brytyjczyk Justin Dale zakończyli udział w rajdzie z powodu awarii silnika (Loix na 6. oesie, a Dale na 2. oesie). Francuz Didier Auriol w Škodzie Octavii WRC odpadł na 10. oesie na skutek awarii alternatora, a jego partner z zespołu Toni Gardemeister uległ wypadkowi na 9. oesie.

## Klasyfikacja ostateczna (punktujący zawodnicy)
| Miejsce  | Zawodnik        | Pilot             | Samochód                | Czas      | Strata     | Grupa | Punkty |
| WRC      | WRC             | WRC               | WRC                     | WRC       | WRC        | WRC   | WRC    |
| -------- | --------------- | ----------------- | ----------------------- | --------- | ---------- | ----- | ------ |
| 1.       | Petter Solberg  | Phil Mills        | Subaru Impreza WRC      | 5:09:12.6 |            | A8 M  | 10     |
| 2.       | Harri Rovanperä | Risto Pietiläinen | Peugeot 307 WRC         | 5:13:26.6 | +4.14.0    | A8 M  | 8      |
| 3.       | Sébastien Loeb  | Daniel Élena      | Citroën Xsara WRC       | 5:13:29.4 | +4.16.8    | A8 M  | 6      |
| 4.       | Colin McRae     | Derek Ringer      | Citroën Xsara WRC       | 5:13:57.9 | +4:45.3    | A8 M  | 5      |
| 5.       | Carlos Sainz    | Marc Martí        | Citroën Xsara WRC       | 5:14:54.8 | +5:42.2    | A8 M  | 4      |
| 6.       | Mikko Hirvonen  | Jarmo Lehtinen    | Ford Focus WRC          | 5:18:11.3 | +8:58.7    | A8 M  | 3      |
| 7.       | Armin Schwarz   | Manfred Hiemer    | Hyundai Accent WRC      | 5:22:41.6 | +13:29.0   | A8 M  | 2      |
| 8.       | Alistair Ginley | Rory Kennedy      | Ford Focus WRC          | 5:33:09.9 | +23:57.3   | A8    | 1      |
| PCWRC    |                 |                   |                         |           |            |       |        |
| 1. (9.)  | Toshihiro Arai  | Tony Sircombe     | Subaru Impreza WRX STi  | 5:39:13.7 |            | N4    | 10     |
| 2. (10.) | Martin Rowe     | Trevor Agnew      | Subaru Impreza WRX STi  | 5:42:56.7 | +3:43.0    | N4    | 8      |
| 3. (11.) | Stig Blomqvist  | Ana Goñi          | Subaru Impreza WRX STi  | 5:45:30.1 | +6:16.4    | N4    | 6      |
| 4. (12.) | Marcos Ligato   | Ruben Garcia      | Mitsubishi Lancer Evo 7 | 6:00:26.8 | +21:13.1   | N4    | 5      |
| 5. (14.) | Bob Colsoul     | Tom Colsoul       | Mitsubishi Lancer Evo 7 | 6:10:50.7 | +31:37.0   | N4    | 4      |
| 6. (17.) | Riccardo Errani | Stefano Casadio   | Mitsubishi Lancer Evo 6 | 6:46:12.8 | +1:06:59.1 | N4    | 3      |

1. ↑  Litera M przy oznaczeniu grupy do której należy samochód oznacza, iż tylko ci kierowcy zdobywali punkty dla swoich zespołów liczonych w klasyfikacji producentów na koniec sezonu.

## Zwycięzcy odcinków specjalnych
| Dzień      | Odcinek | G. rozp. | Nazwa                          | Długość | Zwycięzca       | Czas    | Lider rajdu     |
| ---------- | ------- | -------- | ------------------------------ | ------- | --------------- | ------- | --------------- |
| 1 (20 CZE) | SS1     | 08:48    | Platres – Kato Amiantos 1      | 11.60km | Harri Rovanperä | 9:27.1  | Harri Rovanperä |
| 1 (20 CZE) | SS2     | 09:41    | Lagoudera – Spilia 1           | 38.32km | Harri Rovanperä | 35:18.4 | Harri Rovanperä |
| 1 (20 CZE) | SS3     | 14:39    | Platres – Kato Amiantos 2      | 11.60km | Harri Rovanperä | 9:12.4  | Harri Rovanperä |
| 1 (20 CZE) | SS4     | 15:32    | Lagoudera – Spilia 2           | 38.32km | Marcus Grönholm | 34:30.3 | Marcus Grönholm |
| 2 (21 CZE) | SS5     | 07:43    | Kourdali – Asinou              | 15.00km | Tommi Mäkinen   | 15:48.5 | Petter Solberg  |
| 2 (21 CZE) | SS6     | 08:13    | Asinou – Nikitari              | 25.61km | Petter Solberg  | 26:28.3 | Petter Solberg  |
| 2 (21 CZE) | SS7     | 09:13    | Orkondas – Stavroulia          | 17.99km | Tommi Mäkinen   | 19:02.7 | Petter Solberg  |
| 2 (21 CZE) | SS8     | 11:33    | Akrounda – Apsiou              | 7.99km  | Tommi Mäkinen   | 8:01.4  | Petter Solberg  |
| 2 (21 CZE) | SS9     | 12:33    | Foini – Koilinia 1             | 30.33km | Harri Rovanperä | 27:23.4 | Petter Solberg  |
| 2 (21 CZE) | SS10    | 13:34    | Galatareia – Nata 1            | 15.55km | Tommi Mäkinen   | 11:14.7 | Petter Solberg  |
| 2 (21 CZE) | SS11    | 16:27    | Foini – Koilinia 2             | 30.33km | Harri Rovanperä | 26:54.4 | Petter Solberg  |
| 2 (21 CZE) | SS12    | 17:25    | Galatareia – Nata 2            | 15.55km | Petter Solberg  | 10:58.6 | Petter Solberg  |
| 3 (22 CZE) | SS13    | 08:53    | Vavatsinia – Mandra Kambiou 1  | 19.00km | Petter Solberg  | 17:00.3 | Petter Solberg  |
| 3 (22 CZE) | SS14    | 09:36    | Macheras – Agioi Vavatsinias 1 | 12.94km | Petter Solberg  | 11:26.5 | Petter Solberg  |
| 3 (22 CZE) | SS15    | 10:19    | Kellaki – Foinikaria 1         | 9.49km  | Petter Solberg  | 8:29.2  | Petter Solberg  |
| 3 (22 CZE) | SS16    | 12:37    | Vavatsinia – Mandra Kambiou 2  | 19.00km | Petter Solberg  | 16:45.3 | Petter Solberg  |
| 3 (22 CZE) | SS17    | 13:20    | Macheras – Agioi Vavatsinias 2 | 12.94km | Carlos Sainz    | 11:32.8 | Petter Solberg  |
| 3 (22 CZE) | SS18    | 14:03    | Kellaki – Foinikaria 2         | 9.49km  | Petter Solberg  | 8:28.7  | Petter Solberg  |

## Klasyfikacja po 7 rundach
Tabele przedstawiają tylko pięć pierwszych miejsc.

### Kierowcy
| Lp. | Kierowca        | Pkt |
| --- | --------------- | --- |
| 1   | Richard Burns   | 37  |
| 2   | Carlos Sainz    | 36  |
| 3   | Marcus Grönholm | 30  |
| 4   | Petter Solberg  | 29  |
| 5   | Sébastien Loeb  | 23  |

### Producenci
| Lp. | Producent              | Pkt |
| --- | ---------------------- | --- |
| 1   | Marlboro Peugeot Total | 81  |
| 2   | Citroën Total          | 73  |
| 3   | 555 Subaru WRT         | 47  |
| 4   | Ford Rallye Sport      | 43  |
| 5   | Škoda Motorsport       | 20  |